# Arthur Linton
Arthur Linton   (Seavington St Michael, 28 de novembre de 1868 - Aberaman, 23 de juliol de 1896) va ser un ciclista anglès, crescut a Gal·les, que va córrer al tombant del segle xix. Del seu palmarès destaca la Bordeus-París de 1896.
Poc després de la seva victòria a Bordeus-París, Linton va participar en dues curses més a Londres i París, però la seva malaltia el va obligar a retirar-se de totes dues. Després de la cursa de París, la salut de Linton era tan dolenta que va es va veure obligat a tornar a casa a Aberaman. El 23 de juliol de 1896, a casa d'un Sr. Michael Thomas, un contractista local d'Aberdâr, Linton va morir de complicacions provocades per la febre tifoide. El seu funeral va tenir lloc el 27 de juliol, el seu cos es va treure de la casa de Thomas a Cardiff Road fins al cementiri d'Aberdare. Centenars de plorats van vorejar el recorregut i hi van assistir membres de clubs ciclistes locals i nacionals. Diversos ciclistes professionals van assistir al funeral, inclòs el seu rival Huret. El 1899 a El memorial a Linton en forma de vitrall i faristol es va inaugurar a l'església de Santa Margarida a Aberaman.

## Palmarès
- 1896
  - 1r a la Bordeus-París[1]